# Hussein de Saragosse
Hussein de Saragosse (dans les sources arabes Al Hossain ibn Yahia al Ansari ibn Saad al Obadi), wali (gouverneur) de Saragosse, qui est maintenant la province espagnole d'Aragon, de 774 à 781.

## Événements durant le gouvernorat de Hussein
En 774, Hussein a comploté avec l'aristocratie yéménite contre Abd al-Rahman Ier, émir de Cordoue, en proclamant la primauté du califat abbasside en Hispanie. En réponse, l'émir a envoyé le général Abd al-Melek bin Umar, qui a obtenu l'allégeance d'Abou Taur de Huesca et du wali de Tudela, mais qui a été rejeté à Saragosse.
En 777, le wali de Barcelone, Sulayman al-Arabi (Sulayman ben Yaqzan ibn al-Kalbi dans les sources arabes) a offert sa propre allégeance et celle de Hussein à Charlemagne, à Paderborn. Mais quand, en 778, Charlemagne arriva à Saragosse, Hussein renia toute promesse. Comme Charlemagne ne pouvait pas prendre la ville, il se retira après un mois, qui a ensuite conduit à la bataille de Roncevaux. En 780, Hussein a fait tuer Sulayman al-Arabi après son retour à Saragosse.
En 781, l'émir envoya le général Tsalaba ben Obaid pour reprendre Saragosse pour le califat. Après un long siège, Hussein a convenu d'une trêve. Son fils, Said bin Hussein, a été donné à l'émir en otage.